# Vinzaglio
Vinzaglio är en ort och kommun i provinsen Novara i regionen Piemonte i Italien. Kommunen hade 561 invånare (2018).